# Dovila
Dovila (en francès Douville) és un municipi francès situat al departament de la Dordonya i a la regió de la Nova Aquitània.

## Demografia
| 1962                                       | 1968 | 1975 | 1982 | 1990 | 1999 | 2007 |
| ------------------------------------------ | ---- | ---- | ---- | ---- | ---- | ---- |
| 377                                        | 351  | 331  | 352  | 402  | 401  | 430  |
| Des de 1962: població sense dobles comptes |      |      |      |      |      |      |

## Administració
| Període   | Identitat        | Partit |
| --------- | ---------------- | ------ |
| 1989-2001 | Georges Chaverou | PCF    |
| 2001-     | Claude Fédou     | PCF    |